# Fernand Maillet
Pour les articles homonymes, voir Maillet.
L'abbé Fernand Maillet, né le 20 août 1896 dans le 11e arrondissement de Paris et mort le 20 février 1963 à Meudon (Seine-et-Oise), est un prêtre catholique français. Il a dirigé la Manécanterie des Petits Chanteurs à la Croix de bois de 1924 à 1959 et a fondé la fédération internationale des Pueri Cantores en 1951.
À la suite de l'affaire des « ballets bleus », Fernand Maillet démissionne de ses responsabilités et part en retraite.

## Biographie
Issu d'une famille modeste dans le quartier des Buttes-Chaumont, il fait ses études au petit séminaire. Puis il entre au grand séminaire. Ordonné prêtre en 1921, il est nommé vicaire de Saint-Jean-Baptiste de Belleville. Là, il fonde une chorale d'enfants : la Petite Maîtrise de Belleville. En 1924, Jacques de Noirmont lui confie la direction de la Manécanterie des Petits Chanteurs à la Croix de bois. Il fusionne alors ces deux œuvres. Il va donner à la manécanterie un rayonnement international, partant dès 1931 dans des tournées de plusieurs mois aux États-Unis et au Brésil.
Au sortir de la Seconde Guerre mondiale, durant laquelle il a été décoré de la francisque, il crée la Fédération française des Petits Chanteurs : en effet, le rayonnement de la manécanterie a fait des émules. Cette fédération est reconnue par les évêques français en 1947. Puis il fonde en 1951 la fédération internationale des Pueri Cantores, dont il devient le premier président. C'est cette année-là que le pape Pie XII le nomme au rang honorifique de prélat de Sa Sainteté. De grands congrès internationaux sont organisés, et en particulier le « congrès de la réconciliation » qui se tient en Allemagne en 1953. De nombreuses personnes s’intéressent alors aux Petits Chanteurs – hommes d'Église, musiciens, artistes, journalistes, etc,. Le pape Jean XXIII appellera les Petits Chanteurs à la Croix de bois « mes petits missionnaires de la Paix ».
Fernand Maillet meurt à Meudon le 20 février 1963.

## Œuvre musicale
On lui doit le renouveau de l'interprétation publique des chants sacrés et profanes traditionnels.
Ses Petits Chanteurs furent des messagers de la paix en se faisant diplomates et représentants de la grâce dans un contexte historique lourd.

## Distinctions
- Ordre de la Francisque

## Hommage
Il existe un square Monseigneur-Maillet dans le 19e arrondissement de Paris.

## Agressions sexuelles
Des rumeurs de pédophilie concernant Fernand Maillet, sont diffusées par Roger Peyrefitte et jamais totalement démenties . En 1959, la résidence de vacances louée par Fernand Maillet à La Chapelle-Saint-André pour ses petits chanteurs est le théâtre de l'affaire de pédophilie connue sous le nom de « ballets bleus »,. 
Selon d'anciens choristes, Fernand Maillet agressait sexuellement des enfants pendant les tournées. À la suite de l'affaire des « ballets bleus », les pédophiles arrêtés sont condamnés. Toutefois Charles de Gaulle, que l'archevêque de Paris, Maurice Feltin, s'est employé à convaincre de l'innocence de Fernand Maillet, consent à le protéger sous la réserve expresse que Maillet - dans le doute - ne s'occupe plus jamais d'enfants. Maillet démissionne de ses responsabilités et part en retraite,.